# Jannat Al Ghezi
Jannat Al Ghezi est une militante irakienne, pour les droits des femmes et contre les violences qui leur sont faites. Elle dirige l'organisation pour la liberté des femmes, dans son pays. Par son action, elle offre un refuge aux femmes Yézidis ou celles des environs de Mossoul, victimes de violences ou de menaces de mort, de la part des groupes armés de l'État islamique.
Le 29 mars 2017, elle reçoit de la première dame des États-Unis, Melania Trump et du sous-secrétaire d’État aux affaires politiques Thomas A. Shannon, le prix international de la femme de courage